# 파라콰트
파라콰트(Paraquat)는 그라목손(Gramoxone)으로도 알려져 있는 제초제의 일종이다. 파라콰트는 접촉 즉시 모든 잡초를 3시간 안에 죽이는 효과가 있어 과거에 제초제로 가장 널리 사용되었다. 그러나 독성이 매우 강하여 범죄에 이용되고 농약중독으로도 사망했기 때문에 현재는 많은 나라에서 생산과 판매가 금지되었다. 순수한 파라콰트의 색은 백색이지만 판매되는 제품은 대개 오용을 방지하기 위해 푸른색이며 색소와 구토유발물질이 첨가되어있다.

## 역사
파라콰트는 1882년에 최초로 합성되었다. 그러나 1955년에서야 제초제로서의 유용성이 발견되었다. 그리고 1961년 Imperial Chemical Industries(현재는 신젠타(Syngenta) 사)에 의해 상업적 목적으로 양산되었다.

## 제법
무수 암모니아와 나트륨의 존재하에 피리딘 분자 두 개가 결합하여 4,4'-bipyridine를 만든다. 이 물질을 다시 클로로메탄으로 메틸화하면 파라콰트가 만들어진다.

## 제초제로서의 이용
파라콰트는 전자전달계에서 NADPH 또는 NADH로부터 고에너지 전자를 받아 산소에 전달하여 활성산소인 O2-를 생성한다. 그 결과 광합성이 차단되고 생체분자들이 활성산소에 의해 파괴되므로 파라콰트를 광합성 식물의 비선택적 제초에 이용할 수 있다.
파라콰트는 다음과 같은 장점이 있다.
- 모든 식물에 비선택적으로 작용하기 때문에 일년생 및 다년생 잡초를 모두 제거할 수 있다.
- 토양과 접촉하면 비활성화되므로 파종 하루 전에 살포해도 작물에 영향을 주지 않으며 생태계에 추가적인 피해를 입히지 않는다.
- 가격이 싸다. 이는 매우 중요한 장점인데, 국내 농가에서 파라콰트 이외에 다른 제초제를 구하려면 우선 비싼 가격에 난색을 표하는 것이 대부분이다. 실제로 이러한 고독성 농약의 경우에는 구하기도 힘들뿐더러 안정성 검증이나 독극물 검증 등 돈이 엄청 많이 들어가다 보니 몬산토 같은 대규모 기업에서 일부 품목만 존재한다.

## 독성
파라콰트는 미토콘드리아의 내막에 있는 전자전달계에도 작용하므로 식물뿐만 아니라 동물에서도 독성을 나타낸다. 사람의 경우 10ml 이상 복용하면 대개 수 시간에서 수 주 내에 사망한다. 또한 피부를 통해서도 흡수된다. 파라콰트는 복용 후 2~4시간 뒤 최고 농도에 도달하게 되며 주로 콩팥과 폐에 분포한다. 파라콰트에 의해 발생한 활성산소는 주변 조직을 섬유화시키므로 파라콰트를 복용한 사람은 호흡곤란과 급성 신부전이 발생하며 결국 다발성 장기부전으로 사망하게 되며 파라콰트에 대한 효과적인 해독제나 치료방법은 없다. 보존적 치료로 활성탄과 백토를 이용하여 위세척을 시행하고, 수액 및 진통제를 공급해준다. 산소 공급은 일시적으로 호흡곤란 증상을 감소시킬 수 있지만 파라콰트에 의한 활성산소 발생을 촉진하여 섬유화 속도를 가속시키므로 저산소증이 심각한 경우를 제외하고는 산소 투여를 하지 않는다. 혈액 투석, 반복적인 위세척 등은 생존률에 유의미한 영향을 주지 않는다.
파라콰트를 복용하지 않아도 장기간 파라콰트 살포 작업을 한 농업인들에서 파킨슨 병의 발병률이 유의미하게 증가하는 것이 확인되었다. 이와 같이 이런 독성이 강력한 만큼 2015년에 있었던 상주 농약 음료수 음독 사건에서와 같이 파라콰트 성분이 검출된 사례가 있었던 것으로 드러난다.

## 치료
자살 시도이거나 사고로 의해 그라목손을 마셨을 경우, 결국에는 순천향대학교 천안병원으로 후송되더라도 일단 가까운 병원으로 가서 응급처치 위세척이라도 받고나서 빨리 가야한다. 흙에 닿으면 불활성화되는 특성에 따라 순천향대 천안 병원에서 의료용 흙인 풀러흙(Fuller's earth)을 투여한다. 단, 이것도 완벽하게 그라목손을 해독하지는 못한다. 먹어봤자 위장에 남아있는 성분만 비활성화되지 혈액으로 들어가버린 성분을 비활성화시킬 수는 없기 때문이다. 혈관에 흙을 들이부을 수도 없는 노릇이다. 홍세용 교수의 연구 성과에 의해 그라목손급 농약 섭취 6시간 이내, 40cc(=한약 1포 정도의 양) 이하의 음독량이라면 70%의 생존률을 확보하고 있다고 한다.
또한 숯(Charcoal)도 투여하는 곳이 있다. 숯이나 의료용 흙은 전부 아직 흡수되지 않은 그라목손을 흡착하여 신체에 흡수되는 것을 막는 용도라 이미 신체로 흡수된 그라목손을 없애지는 못하므로, 메탄올 섭취 시 술을 먹이는 것처럼 중독 초기 보조수단이 될 뿐이다. 이외에 뚜렷한 치료방법은 없고, 위세척조차 생존률에 유의미한 영향을 미치지 못한다는 연구결과가 있을 정도다. 경우에 따라서 혈관투석, 비타민C 주사 등의 방법을 사용하나 뚜렷하게 생존률에 영향을 준다고 보지는 않는다.
실제로는 당연히 산소요법을 동반한다. 산소요법을 동반하지 않는 경우 폐가 제 기능을 할 수 없으므로 산소부족으로 사망할 수 있다. 실제 그라목손으로 사망한 사람들의 법적 사인을 보면 1차 사인은 폐출혈이고 2, 3차 사인은 산소부족인 것을 확인할 수 있다. 산소공급이 문제가 되는 이유는 '원리와 용도' 문단에서 상술했듯, 산소가 공급될수록 세포 조직을 파괴하는 활성산소(자유 라디칼)의 발생도 촉진되기 때문이다. 즉, 폐섬유화를 가속화시킬 수 있다. 인공호흡을 하면 같이 중독되기 때문에 절대로 해선 안된다.
이 때문에 생명체에게 꼭 필요한 산소를 사용할 수도, 사용하지 않을 수도 없는 상황이 되는데, 이것이 그라목손이라는 농약이 가진 본래의 제초원리이기도 한 동시에, 다른 생물이 그라목손에 노출될 경우에도 그 예후가 좋지 않은 끔찍한 이유이다. 의사들이 그라목손 환자를 치료하면서 가장 괴로워하는 대목도 환자가 산소 부족 증세를 보인다고 산소공급을 늘리면 그라목손이 더 많은 활성산소를 발생시켜 폐가 더 빨리 파괴되기 때문에, 더 이상 산소 공급량을 늘릴 수 없는 경우가 많아서이다. 인공호흡을 하게 되면 자살을 하는 것과 마찬가지라서 흉부 압박 정도로 끝낸다.
이 과정에서 항산화제를 이용해서 독성을 약간 경감시킬 수는 있기는 하다. 물론 우리 몸에는 글루타티온과 SOD라는 항산화 효소가 있지만, 그라목손을 섭취한 경우에는 이들로는 막을 수 없기 때문에 인위적으로 글루타티온이나 항산화제를 투여한다. 그러나 노출된 양이 많다면, 그라목손의 강력한 산화-환원 반응 때문에 이러한 경감이 무의미할 정도로 많은 활성산소가 발생한다.
한국의 순천향대학교 천안병원은 각종 농약, 그라목손에 대해서 가장 뛰어난 전문가들과 전문 시설이 갖춰진 세계 최고의 병원으로 손꼽힌다. 홍세용 교수의 농약 중독 연구소는 세계에서도 인정받는 연구 성과를 올리고 있다. 홍세용 교수의 연구 성과에 의해 그라목손급 농약 섭취 6시간 이내, 40cc(=한약 1포 정도의 양) 이하의 음독량이라면 70%의 생존률을 확보하고 있다고 한다.
순천향대학교 천안병원이 농약 치료에 있어서 경험이 많은 것은 사실이지만, 혹시라도 가족이나 지인이 농약 또는 그라목손을 마셨다고 해서 최고의 병원에서 치료받겠다고 응급처치 없이 바로 찾아가지 말아야한다. 당장에 1분 1초가 아까운 상황인데, 농약을 마셨을 때는 어디 병원이 유명하다더라며 가까운 병원 놔두고 찾아오는 짓은 정말로 어리석은 행동이다.

## 법적 규제
유럽 연합은 2004년 파라콰트의 사용을 승인하였으나, 스웨덴, 오스트리아, 핀란드가 사용을 승인한 EU 위원회를 제소, 2007년 7월 11일 EU법원은 파라콰트의 사용 승인을 취소하였다. 미국에서는 특별사용허가가 있는 경우를 제외하고는 생산, 판매 및 보관이 금지되어 있었으나, 2021년 그 사용을 제한적으로 허가하고 있다. 중국에서는 아직 사용이 허가되어 있으나 2016년 7월부터 사용이 금지되었다. 일본에서는 1/10 정도로 희석하여 사용하도록 하고 있다. 대한민국에서는 2012년 11월부터 파라콰트의 생산 및 판매가 전면 금지되었다. 농촌에서는 메소밀과 함께 사용할 가능성이 있다.